# 우스터 아이스캐츠
| 우스터 아이스캐츠 | |
| 콘퍼런스          | 북부 콘퍼런스 (1995년~1996년) 남부 콘퍼런스 (1996년~1997년) 동부 콘퍼런스 (1997년~2005년) |
| 디비전            | 노스 디비전 (1994년~1995년) (2001년~2003년) 뉴잉글랜드 디비전 (1996년~2001년) 애틀랜틱 디비전 (2003년~2005년) |
| 설립연도          | 1994년 |
| 해체연도          | 2005년 |
| 역사              | 퀘벡 비버스 (1932년~1935년) 스프링필드 인디언스 (1935년~1951년) 시러큐스 워리어스 (1951년~1954년) 스프링필드 인디언스 (1954년~1967년) 스프링필드 킹스 (1967년~1974년) 스프링필드 인디언스 (1974년~1994년) 우스터 아이스캐츠 (1994년~2005년) 피오리아 리버멘 (2005년~2013년) 유티카 코메츠 (2013년~현재) |
| 경기장            | 우스터 센트럼 |
| 연고지            | 매사추세츠주 우스터 |
| 상징색            | 파랑, 틸, 은 |
| 구단주            | |
| 단장              | |
| 감독              | |
| NHL 제휴          | |
| ECHL 제휴         | |
| 정규시즌 우승     | 1 (2001) |
| 콘퍼런스 우승     | |
| 디비전 우승       | 2 (1997, 2001) |
| 칼더 컵           | |
| 영구 결번         | |

우스터 아이스캐츠(Worcester IceCats)는 미국 매사추세츠주 우스터를 연고지로 하는 1994년부터 2005년까지 AHL 소속되었던 아이스 하키팀이다.
2005년 연고지를 일리노이주 피오리아 (피오리아 리버멘)로 이전했다.

## 역대 홈경기장
| 우스터 아이스캐츠 |               |          |                     |      |
| 경기장            | 사용기간      | 수용인원 | 장소                | 비고 |
| 우스터 센트럼     | 1994년~2005년 | 12,239명 | 매사추세츠주 우스터 | 빈칸 |